# Дедка Убача
Дедка Убача (лат. Gomphus ubadschii) — вид разнокрылых стрекоз из семейства дедок (Gomphidae). Занесён в Красную книгу Армении (очень редкий вид на территории страны).

## Описание
Стрекозы средней величины. Длина 44-51 мм. Окраска, как правило, светло-жёлтая или беловатая с хорошо выраженным чёрным узором. Грудь с тремя парами чёрных полос, брюшные сегменты с чёрными широкими продольными полосками и светлыми медиальными узкими продольными пятнами. Глаза разделены промежутком.

## Ареал
Грузия, Турция, Сирия, Иран и Центральная Азия.
Gomphus ubadschii заменяет вид Gomphus flavipes в Малой Азии, странах южного Кавказа и северного Ливана, в северном Афганистане и Центральной Азии.

## Биология
Время лёта: июнь. Вид предпочитает крупные медленно текущие реки с песчаными и илистыми дном. Стрекозы могут отлетать отлетать на расстояние до 800 м от места выхода имаго. Имаго можно увидеть отдыхающими на земле или на растениях. Стрекозы имеют собственный охотничий участок. Особенно его охраняют самцы. Самка разбрасывает яйца поодиночке, ударяя в полете концом брюшка по воде (яйцеклад отсутствует). Откладка яиц самками осуществляется без сопровождения самцов. Личинки преимущественно обитают в донном песчаном субстрате, содержащем детрит. Длительность развития личинок — 3-4 года. Угрозу для вида представляют изменение гидрологического режима рек и эвтрофикация водоёмов в результате хозяйственной деятельности человека.